# Tremembé
Tremembé est une municipalité brésilienne de l'État de São Paulo et la Microrégion de São José dos Campos incluse à la région métropolitaine de la Vallée du Paraíba et du littoral Nord. La population est estimée à 51 173 habitants en 2021. 
Dans la ville se trouve un sanctuaire consacré au Senhor Bom Jesus dont les origines remontent à 1673. 